# Campeonato Mundial de Tiro con Arco al Aire Libre de 2023
El LII Campeonato Mundial de Tiro con Arco al Aire Libre se celebró en Berlín (Alemania) entre el 31 de julio y el 6 de agosto de 2023 bajo la organización de la Federación Internacional de Tiro con Arco (World Archery) y la Federación Alemana de Tiro con Arco.
Las competiciones se realizaron en las instalaciones del Estadio Olímpico de la capital germana.

## Medallistas

### Masculino
| Evento                             | Oro                                                                  | Plata                                                     | Bronce                                                       |
| ---------------------------------- | -------------------------------------------------------------------- | --------------------------------------------------------- | ------------------------------------------------------------ |
| Arco recurvo ind. (06.08)          | Mete Gazoz Turquía                                                   | Eric Peters · Canadá                                      | Marcus D'Almeida · Brasil                                    |
| Arco recurvo por equipos (04.08)   | Kim Je-Deok Kim Woo-Jin Lee Woo-Seok Corea del Sur                   | Mete Gazoz Berkim Tümer Abdullah Yıldırmış Turquía        | Takaharu Furukawa Junya Nakanishi Fumiya Saito Japón         |
| Arco compuesto ind. (05.08)        | Ojas Pravin Deotale India                                            | Łukasz Przybylski · Polonia                               | Mike Schloesser · Países Bajos                               |
| Arco compuesto por equipos (04.08) | Rafał Dobrowolski · Przemysław Konecki · Łukasz Przybylski · Polonia | Tore Bjarnarson Martin Damsbo Mathias Fullerton Dinamarca | Sil Pater · Mike Schloesser · Jay Tjin-A-Djie · Países Bajos |

### Femenino
| Evento                             | Oro                                                              | Plata                                                         | Bronce                                                 |
| ---------------------------------- | ---------------------------------------------------------------- | ------------------------------------------------------------- | ------------------------------------------------------ |
| Arco recurvo ind. (06.08)          | Marie Horáčková · República Checa                                | Alejandra Valencia · México                                   | Satsuki Noda Japón                                     |
| Arco recurvo por equipos (04.08)   | Katharina Bauer · Michelle Kroppen · Charline Schwarz · Alemania | Audrey Adiceom Lisa Barbelin Caroline Lopez Francia           | Aída Román · Ángela Ruiz · Alejandra Valencia · México |
| Arco compuesto ind. (05.08)        | Aditi Swami India                                                | Andrea Becerra · México                                       | Jyothi Surekha Vennam India                            |
| Arco compuesto por equipos (04.08) | Parneet Kaur Aditi Swami Jyothi Surekha Vennam India             | Andrea Becerra · Ana Hernández Jeón · Dafne Quintero · México | Oh Yoo-Hyun So Chae-Won Song Yun-Soo Corea del Sur     |

### Mixto
| Evento                             | Oro                                        | Plata                                       | Bronce                                    |
| ---------------------------------- | ------------------------------------------ | ------------------------------------------- | ----------------------------------------- |
| Arco recurvo por equipos (04.08)   | Kim Woo-Jin Lim Si-Hyeon Corea del Sur     | Florian Unruh · Michelle Kroppen · Alemania | Mauro Nespoli · Tatiana Andreoli · Italia |
| Arco compuesto por equipos (04.08) | Alexis Ruiz Sawyer Sullivan Estados Unidos | Sebastián Arenas · Sara López · Colombia    | Gilles Seywert Mariya Shkolna Luxemburgo  |

## Medallero
| Núm. | País            | Oro | Plata | Bronce | Total |
| ---- | --------------- | --- | ----- | ------ | ----- |
| 1    | India           | 3   | 0     | 1      | 4     |
| 2    | Corea del Sur   | 2   | 0     | 1      | 3     |
| 3    | Alemania        | 1   | 1     | 0      | 2     |
| 3    | Polonia         | 1   | 1     | 0      | 2     |
| 3    | Turquía         | 1   | 1     | 0      | 2     |
| 6    | Estados Unidos  | 1   | 0     | 0      | 1     |
| 6    | República Checa | 1   | 0     | 0      | 1     |
| 8    | México          | 0   | 3     | 1      | 4     |
| 9    | Canadá          | 0   | 1     | 0      | 1     |
| 9    | Colombia        | 0   | 1     | 0      | 1     |
| 9    | Dinamarca       | 0   | 1     | 0      | 1     |
| 9    | Francia         | 0   | 1     | 0      | 1     |
| 13   | Japón           | 0   | 0     | 2      | 2     |
| 13   | Países Bajos    | 0   | 0     | 2      | 2     |
| 15   | Brasil          | 0   | 0     | 1      | 1     |
| 15   | Italia          | 0   | 0     | 1      | 1     |
| 15   | Luxemburgo      | 0   | 0     | 1      | 1     |
|      | TOTAL           | 10  | 10    | 10     | 30    |